# Армін Гігович
Армін Гігович (швед. Armin Gigovic, нар. 6 квітня 2002, Лунд, Швеція) — боснійський футболіст, півзахисник німецького клубу «Гольштайн» та національної збірної Боснії і Герцеговини.

## Кар'єра

### Клубна
Армін Гігович є вихованцем шведського клубу «Гельсінгборг», у першій команді якого дебютував у липні 2019 року. За півтори сезону у чемпіонаті Швеції Гігович провів за команду понад 30 матчів.
У жовтні 2020 року футболіст уклав п'ятирічну угоду з російським «Ростовом».
З 2022 року Армін Гігович грав в оренді в Швеції та в данських клубах.
В липні 2024 року Гігович перейшов до німецького «Гольштайну», який вперше в своїй історії вийшов до Бундесліги. 31 серпня у матчі проти «Вольфсбурга» півзахисник дебютував у новій команді. Свій перший гол в Бундеслізі Гігович забив 14 серпня у ворота мюнхенської «Баварії».

### Збірна
У травні 2019 року Армін Гігович у складі збірної Швеції (U-17) взяв участь у першості Європи для юнацьких команд. На турнірі він зіграв у всіх матчах.
У жовтні 2020 року Гігович дебютував у складі молодіжної збірної Швеції у матчі кваліфікації до першості Європи 2021 року.
У травні 2024 року Гігович отримав громадянство Боснії і Герцеговини і 3 червня 2024 року у товариському матчі проти команди Англії Гігович дебютував у складі національної збірної Юоснії і Герцеговини.

## Титули
Мідтьюлланн
 Чемпіон Данії: 2023/24